# Twywell
Twywell is een civil parish in het bestuurlijke gebied East Northamptonshire, in het Engelse graafschap Northamptonshire met 176 inwoners.

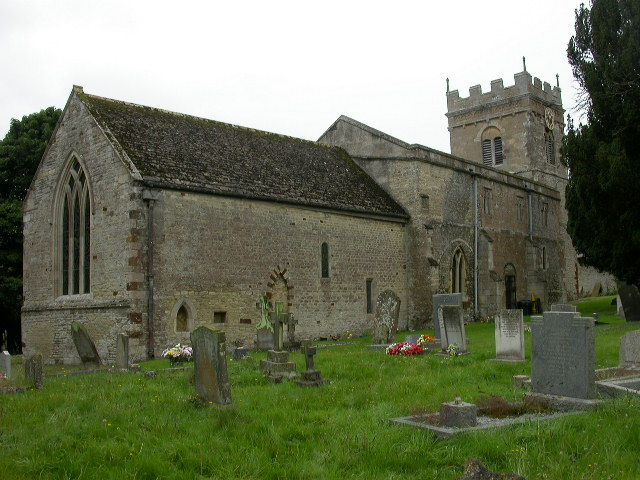
Kerk van Twywell